# Wahid Qasimi
Wahid Qasimi är en av Afghanistans populäraste sångare.

## Musikalbum (i urval)
- Iman
- Dana Angoor
- Mah
- Gul (The Flower)
- Saughati
- Live Ghazals
- Afghanistan
- Shab Aasheqan (Live)